# Bissell Cycling/Saison 2011
Dieser Artikel listet Erfolge und Mannschaft des Radsportteams Bissell Cycling in der Saison 2011 auf.

## Zugänge – Abgänge
| Zugänge            | Team 2010                     | Abgänge         | Team 2011                            |
| ------------------ | ----------------------------- | --------------- | ------------------------------------ |
| Chris Baldwin      | UnitedHealthcare-Maxxis       | Ian Boswell     | Trek Livestrong U23                  |
| Jay Robert Thomson | Fly V Australia               | Peter Latham    | Subway Cycling Team                  |
| Andy Baker         | Mountain Khakis-Jittery Joe’s | Daniel Holloway | Kelly Benefit Strategies-OptumHealth |
| Chase Pinkham      | Trek Livestrong U23           | Cody O’Reilly   | Unbekannt                            |
| Andrew Dahlheim    | Neoprofi                      |                 |                                      |
| Eric Young         | Neoprofi                      |                 |                                      |

## Mannschaft
| Name                | Geburtstag         | Nationalität       |
| ------------------- | ------------------ | ------------------ |
| Andy Baker          | 30. September 1989 | Vereinigte Staaten |
| Chris Baldwin       | 15. Oktober 1975   | Vereinigte Staaten |
| Patrick Bevin       | 15. Februar 1991   | Neuseeland         |
| Rob Britton         | 22. September 1984 | Kanada             |
| Andrew Dahlheim     | 9. Juni 1988       | Vereinigte Staaten |
| Andy Jacques-Maynes | 22. September 1978 | Vereinigte Staaten |
| Ben Jacques-Maynes  | 22. September 1978 | Vereinigte Staaten |
| Shane Kline         | 11. April 1989     | Vereinigte Staaten |
| Paul Mach           | 15. März 1982      | Vereinigte Staaten |
| Chase Pinkham       | 28. Oktober 1990   | Vereinigte Staaten |
| Frank Pipp          | 22. Mai 1977       | Vereinigte Staaten |
| Jay Robert Thomson  | 12. April 1986     | Südafrika          |
| Jeremy Vennell      | 6. Oktober 1980    | Neuseeland         |
| Kyle Wamsley        | 1. März 1980       | Vereinigte Staaten |
| David Williams      | 19. Juni 1988      | Vereinigte Staaten |
| Eric Young          | 26. Februar 1989   | Vereinigte Staaten |

## Platzierungen in UCI-Ranglisten
UCI Africa Tour 2011
|     | Fahrer             | Punkte |
| --- | ------------------ | ------ |
| 81. | Jay Robert Thomson | 15     |

UCI America Tour 2011
|      | Fahrer          | Punkte |
| ---- | --------------- | ------ |
| 76.  | Frank Pipp      | 34     |
| 127. | Kyle Wamsley    | 20     |
| 137. | Rob Britton     | 18     |
| 189. | Eric Young      | 12     |
| 304. | Andrew Dahlheim | 6      |
| 317. | Chase Pinkham   | 6      |
| 385. | Jeremy Vennell  | 2      |